# Francesco Brioschi
Francesco Brioschi (1824-1897) va ser un matemàtic i polític italià.

## Vida i Obra
Brioschi es va graduar el 1845 a la universitat de Pavia, on va ser alumne d'Antonio Bordoni. Els anys següents a Milà, freqüenta els cercles mazzinians, cosa que el va portar a la presó, per breu temps, l'any 1848, després dels avalots anti austríacs. També va freqüentar el cercle intel·lectual de Gabrio Piola.
L'any 1850 és nomenat professor a la universitat de Pavia, moment en què inicia la seva carrera científica. El 1858, apareix el primer número de la revista Annali di Matematica pura e applicata que havien fundat ell mateix amb Enrico Betti i Felice Casorati i que significa una dinamització del estudis de matemàtiques a Itàlia. Aquest mateix any, tots tres havien fet un viatge a Göttingen, Berlín i París, on van estar en contacte amb els més famosos professors de matemàtiques del món.
El 1863 es funda el Istituto Tecnico Superiore, més conegut com el Politecnico, de Milà, sota els seus auspicis i del que ell en serà el primer director. A partir de 1866, com membre del Consiglio Superiore della Pubblica Istruzione, afavoreix la reforma dels estudis de matemàtiques a l'escola secundària. El 1868 publica, juntament amb Betti, una nova edició dels Elements d'Euclides, que va crear una viva polèmica entre professors de matemàtiques italians de l'època.

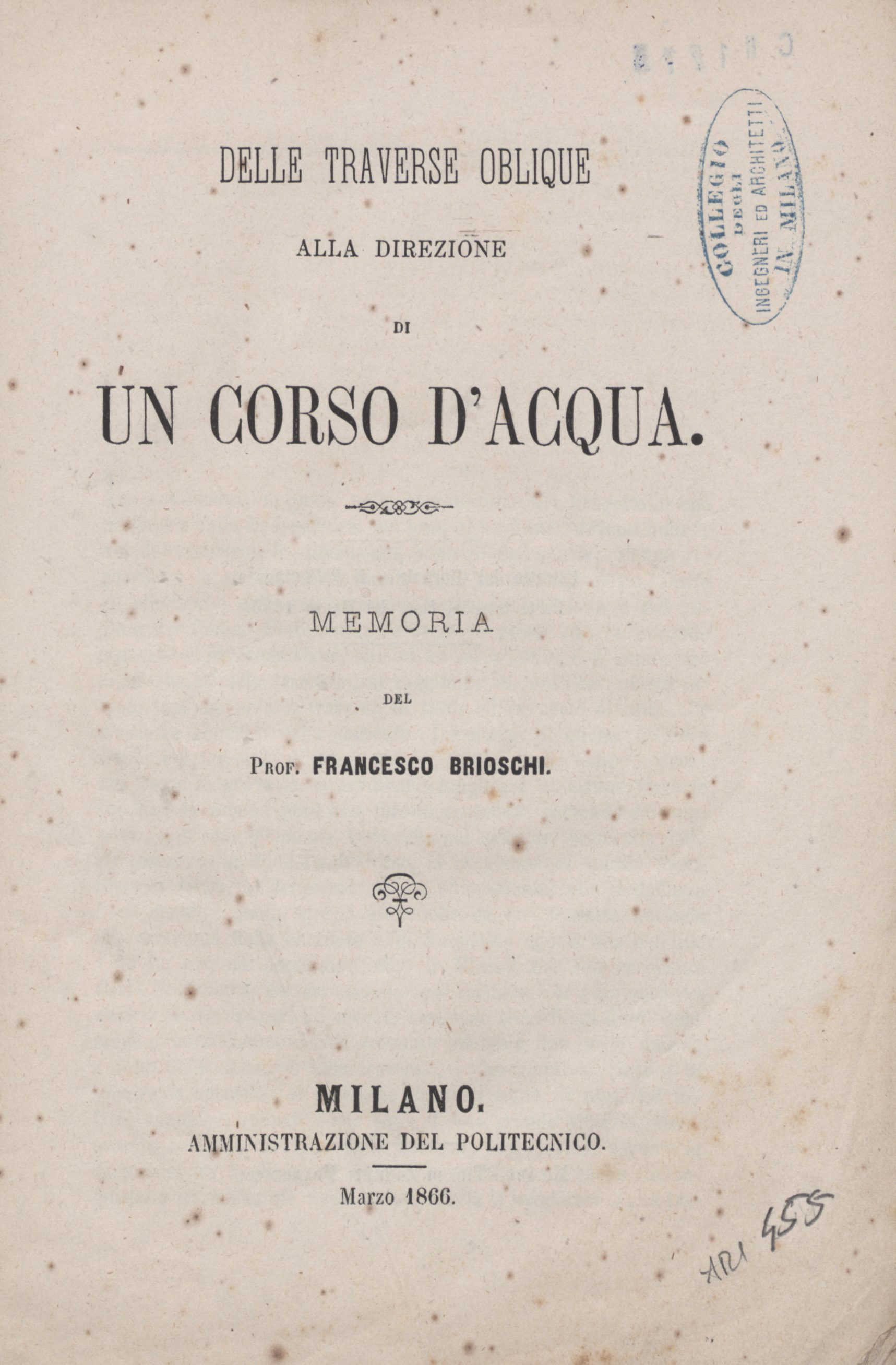
Delle traverse oblique alla direzione di un corso d'acqua (1866)